# Instituto Argentino de Radioastronomia

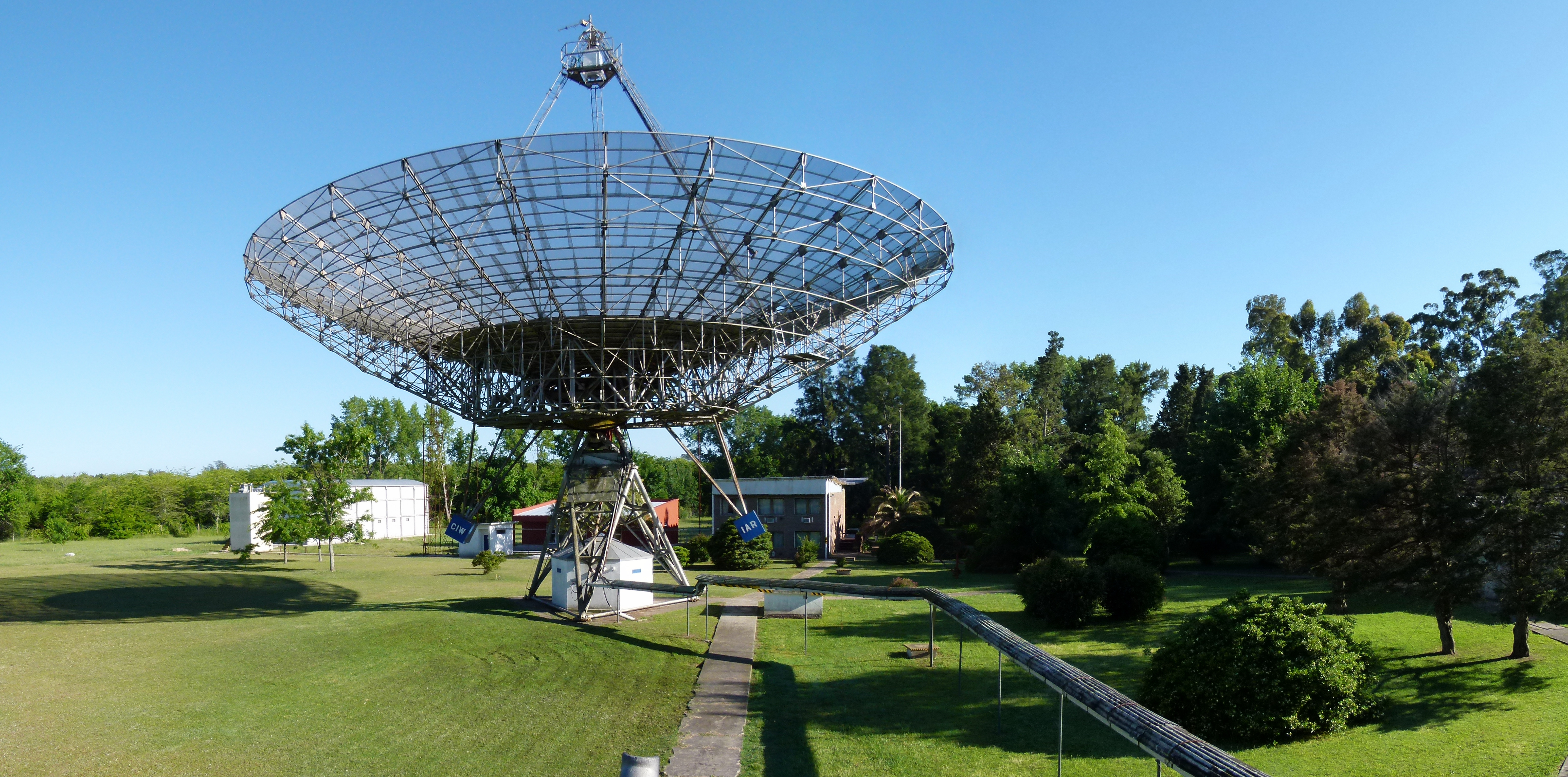
Instituto Argentino de Radioastronomia

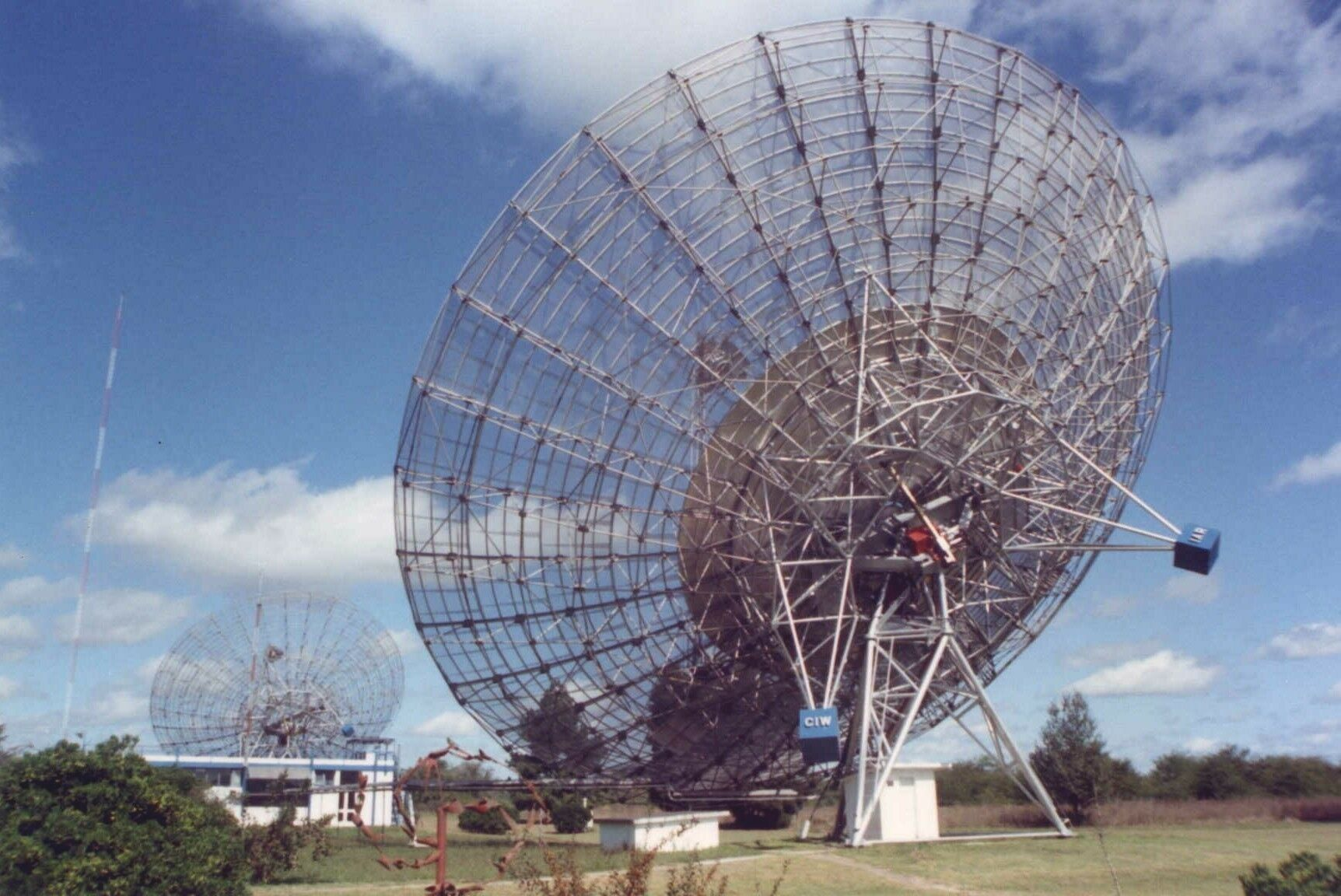

O Instituto Argentino de Radioastronomia (IAR) foi criado em conjunto pelo Conselho Nacional de Investigação Científica e Técnica (CONICET), Comissão de Invetigação Científica (CIC) , a Universidade Nacional de La Plata (UNLP), Universidade de Buenos Aires(UBA), cujas funções eram promover e coordenar a investigação e o desenvolvimento técnico da radioastronomia e colaborar no ensino.
A Instituição Carnegie de Washington (CIW) colaborou com peças enviadas da primeira antena de 1420 MHz .

## História
Em 1963 começou a construir uma antena de 30 m no Parque Pereyra Iraola, a 20 km da cidade capital da província de La Plata, junto com as obras civis necessárias para abrigar os laboratórios, oficinas, salas de controle e escritórios. A inauguração foi em 26 de março de 1966 .